# Benet Tugues i Boliart
Benet Tugues i Boliart (Alentorn, Artesa de Segre, 14 d'octubre de 1958 - Lleida, 7 de desembre de 2007) fou un advocat i polític català, ex-diputat del Parlament de Catalunya i ex-paer de Lleida, fill de Teresa Boliart i Josep Tugues Armegol i germà de Laura Tugues.

## Biografia
Llicenciat en dret per la Universitat de Barcelona, Tugues va militar a Esquerra Republicana de Catalunya (ERC) des de ben jove, sent escollit regidor del seu poble els anys 1983-84 i president regional i membre del Consell d'Administració de la CCRTV durant la primera meitat dels anys 90. Brillant orador, Tugues va obtenir l'acta de diputat a les eleccions al Parlament de Catalunya de 1995 per la demarcació de Lleida.
L'any 1996 va abandonar ERC en l'escissió que van liderar Àngel Colom i Pilar Rahola i va passar a ser secretari general del nou Partit per la Independència (PI) alhora que va mantenir l'escó al Parlament tot i passar al grup mixt, del qual va ser portaveu. Després de la dissolució del PI el 2000, Tugues junt amb Colom i un centenar de militants del partit, es van afiliar a Convergència Democràtica de Catalunya (CDC) esdevenint el gerent de la federació convergent a Lleida. A les eleccions municipals espanyoles de 2003 va ocupar un dels primers llocs de la llista de Convergència i Unió (CiU) a la paeria i va ser paer durant el mandat 2003-2007.
Va morir als 50 anys a causa d'una greu malaltia pulmonar.